# Содом і Гоморра (фільм)
«Содом і Гоморра» («Sodom and Gomorrah») — американський кінофільм 1962 року, в основі сюжету якого вільна інтерпретація біблійної історії про Содом і Гоморру. Знятий режисером Робертом Олдрічем на кіностудії «20th Century Studios».

## Сюжет
Содом і Гоморра — два міста, що загрузли в розпусті та ледарстві. Лот — племінник Авраама, зі своєю сім'єю потрапляє на рівнину, де розташовані гріховні міста, і оселяється в одному з них. Але праведник не може жити поряд із грішниками. Він закликає їх до розсудливості, але не може вплинути на їхній спосіб життя, розпусні не бажають чути його. І тоді Господь вирішує зруйнувати міста, і тільки Лот і його сім'я залишаться живими.

## У ролях
- Стюарт Грейнджер — Лот
- П'єр Анджелі — Ілдіт
- Анук Еме — цариця Бера
- Стенлі Бейкер — принц Асторат
- Россана Подеста — Шуа
- Рік Батталья — Мельхіор
- Джакомо Россі Стюарт — Ішмаел
- Сцилла Габель — Тамар
- Ентоні Стеффен — капітан
- Габріеле Тінті — лейтенант
- Енцо Ф'єрмонте — Ебер
- Клаудія Морі — Малеб
- Федір Шаляпін — Алабіа
- Альдо Сільвані — Надор
- Ларс Блох — Ерік
- Даніеле Варгас — роль другого плану
- Массімо П'єтробон — роль другого плану
- Міммо Пальмара — роль другого плану
- Ліана Дель Бальцо — роль другого плану
- Франческо Тензі — роль другого плану
- Еліс Кесслер — роль другого плану
- Еллен Кесслер — роль другого плану
- Еміліо Мессіна — роль другого плану
- Роберто Мессіна — роль другого плану
- Том Феллегі — роль другого плану
- Валентіно Маккі — роль другого плану
- Ренато Терра — роль другого плану
- П'єтро Чеччареллі — роль другого плану
- Джованна Галлетті — роль другого плану
- Міммо Полі — роль другого плану
- Вітторіо Артезі — роль другого плану
- Сальваторе Боргезе — роль другого плану
- Омеро Капанна — роль другого плану

## Знімальна група
- Режисер — Роберт Олдріч
- Сценарист — Джорджо Проспері, Х'юго Батлер, Ернесто Гастальді
- Оператори — Сільвано Іпполіті, Маріо Монтуорі, Кіріл Ноулз, Альфіо Контіні
- Композитор — Міклош Рожа
- Художник — Кен Адам
- Продюсери — Джозеф І Левін, Мауріціо Лоді-Фе, Гоффредо Ломбардо